# Théodore Kontocherès
Théodore ou Théodorus, surnommé Kontocherès ou Zetonoumios, est un haut dignitaire byzantin, fils de Pierre le Patrice et qui occupe, tout comme lui, la fonction de maître des offices, avant de mener une mission diplomatique auprès des Sassanides lors du règne de Justin II. 

## Biographie
Théodore est le fils de Pierre le Patrice, l'un des plus hauts dignitaires sous Justinien et qui meurt, tout comme lui, en 565. Il naît à Solachon, en Mésopotamie,. Il fait alors partie des grands dignitaires de l'Empire, originaires des régions orientales et issus d'un groupe social promu notamment lors du règne d'Anastase Ier, avec lequel il a un lien de parenté. Il apparaît dans les sources vers 560 quand il est lié à un complot qui aurait visé Justinien, alors malade, impliquant également Aetherius et un curateur du nom de Georges. L'accusation vient d'Eugénius, un ancien préfet mais ne repose apparemment sur aucune preuve solide, bien que Théodore aurait été le principal bénéficiaire de ce coup d'état, qui l'aurait placé sur le trône. En mars 562, il aurait contribué à neutraliser une mutinerie des soldats présents en Thrace, usant semble-t-il d'un discours particulièrement éloquent.
A l'arrivée au pouvoir de Justin II, en 565, il détient une influence importante à la cour impériale et reprend la fonction de maître des offices, détenue par son père jusqu'à sa mort. Il succède à Anastase de Samarie, qui a assuré une sorte d'intérim, entre 565 et 566. Il occupe ce poste au plus tard jusqu'en 576. A cette date, il détient également la haute dignité de patrice selon les récits de Ménandre le Protecteur et de Jean d'Éphèse, qui sont à préférer à celui de Théophylacte Simocatta, qui le qualifie simplement de magistre. Ce même auteur semble aussi ignorer la nomination de Théodore à la fonction de comte des largesses sacrées qu'il occupe en 576. Toujours lors de cette année, il est envoyé comme ambassadeur auprès des Sassanides alors que la guerre fait rage entre les deux empires. Il est accompagné de Jean, Petrus et Zacharias, agissant probablement comme chef de cette délégation, alors que l'Empire désormais contrôlé par le césar Tibère cherche à négocier une trêve. Théodore rencontre l'émissaire perse Mébodès près de Dara. Malgré des échanges qui s'étalent apparemment sur de longs mois, ils ne mènent à rien. 
Théodore est connu comme étant de confession monophysite mais ne semble pas avoir souffert de la répression menée par Justin II à l'encontre des tenants de cette doctrine chrétienne à partir de 572. Il soutient notamment Jean d'Antioche dans la querelle théologique qui l'oppose à Jacques Baradée.

## Sources
- Vincent Puech, Les élites de cour de Constantinople (450-610), Ausonius éditions, coll. « Scripta Antiqua 155 », 2022 (ISBN 9782356134752)
- (en) John R. Martindale, A. H. M. Jones et John Morris, The Prosopography of the Later Roman Empire : Volume III, AD 527–641, Cambridge (GB), Cambridge University Press, 1992, 1575 p. (ISBN 0-521-20160-8).